# Danny Smith
Daniel "Danny" Smith är en exekutiv producent, manusförfattare och röstskådespelare för den amerikanska animerade TV-serien Family Guy. 

## Karriären

### Family Guy
Smith har varit med sedan starten av showen och genom åren har han bidragit till flera avsnitt, såsom "Holy crap", "Father, Son and the Holy Fonz", "Chitty Chitty Death Bang" och de speciella jul-temaavsnitten "Road to North Pole" och "A Very Special Family Guy Freakin Christmas". 
Smith är den enda av Family Guys medarbetare som verkligen kommer från Rhode Island, där seriens fiktiva hemstad Quahog ligger, och spelade därför en viktig roll när stadens utseende i den animerade världen tog form.
Smith har förutom manusskrivandet också gjort några av seriens röster; bland andra för Ernie the Giant Chicken, Buzz Killington och The Evil Monkey.

### Övriga serier
Som den erfarne sitcom-författare han är, har Smith skrivit för flera andra TV-shower såsom Tredje klotet från solen, Omaka systrar och Head of the Class.